# سوزان باندا
سوزان باندا (بالإنجليزية: Susan Banda)‏ (1 يونيو 1995 - ) هي لاعبة كرة قدم زامبية في مركز الوسط.

## وصلات خارجية
- سوزان باندا على موقع قاعدة بيانات كرة القدم.إي يو (الإنجليزية)
- سوزان باندا على موقع Soccerway.com (الإنجليزية)